# Frieda Albiez
Frieda Albiez (Bazel, 23 januari 1876 - aldaar, 23 juni 1922) was een Duits-Zwitsers maatschappelijk werkster.

## Biografie
Frieda Albiez was een dochter van Joseph Albiez en van Maria Anna Turgi. Na haar schooltijd in Bazel en het overlijden van haar vader volgde ze een strijkopleiding. Vervolgens werkte ze voor diverse Bazelse families. Een ernstige ziekte verhinderde haar om toe te treden tot een Franse congregatie, waarna ze rond 1900 een wasserij opende. In 1910 richtte ze een strijkvereniging op en in 1913 kocht ze een gebouw om er een foyer te vestigen met een strijkatelier, de Sankt Katharinaheim, voor jonge meisjes en waaruit een zustergemeenschap zou ontstaan. Ze had een sterk sociaal en caritatief engagement voor vrouwen in de katholieke gemeenschap van Bazel.